# Panství Schellenberg
Schellenberské panství (německy Herrschaft Schellenberg) bylo území ve Svaté říši římské s hlavním městem Schellenberg, které je dnes součástí Lichtenštejnského knížectví.

## Historie

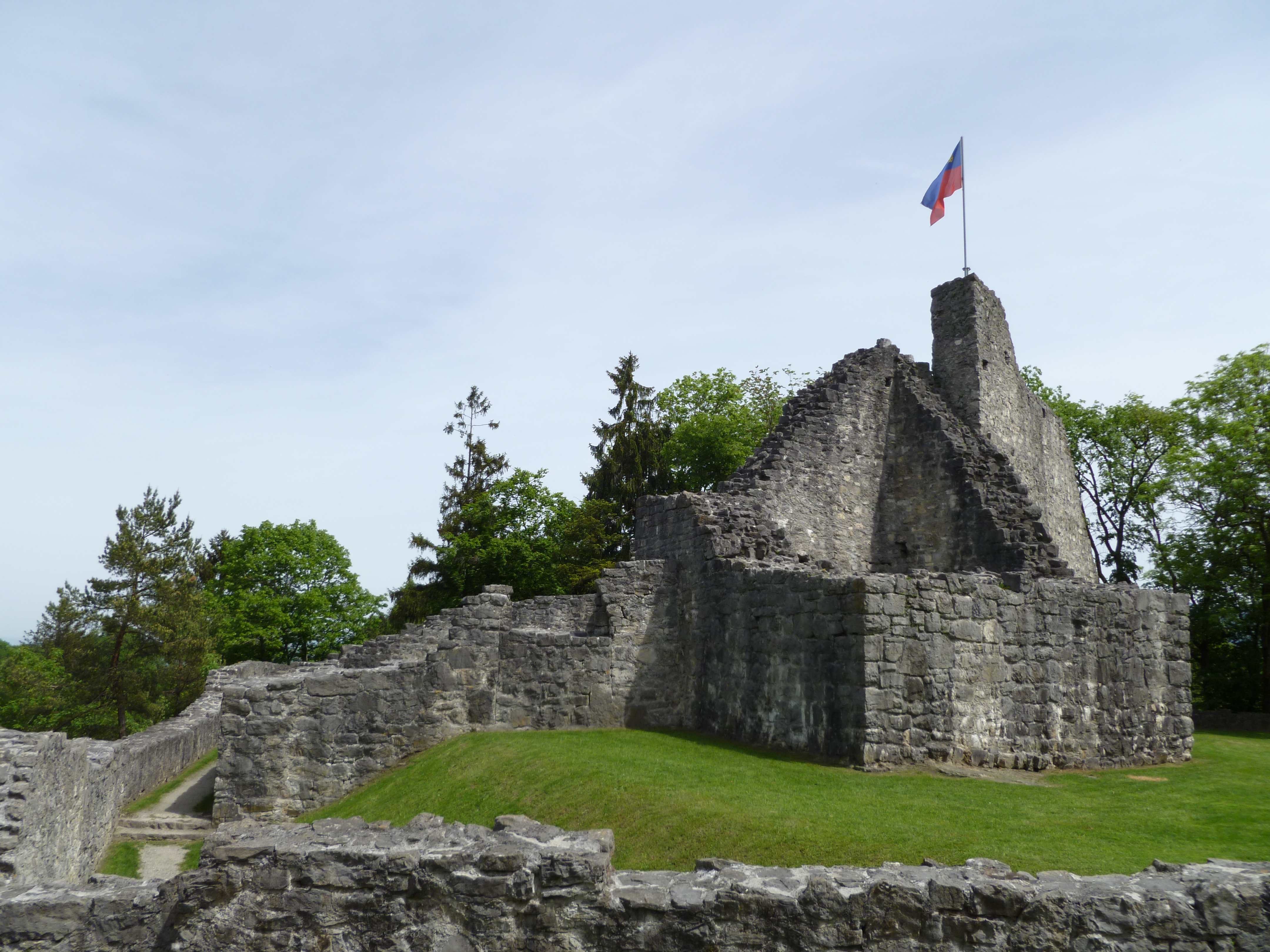
Zřícenina hradu Neu-Schellenberg

Panství Schellenberg bylo ustaveno v 9. století za vlády Karla Velikého. V roce 1437 území zakoupila hrabata z Vaduzu, čímž se de facto stala součástí Vaduzského hrabství. Po Švábské válce v roce 1499 se obě části dostaly pod rakouskou suzerenitu. Poté území často měnila majitele, než je roku 1699 zakoupil lichtenštejnský kníže Jan Adam I. za 115 000 zlatých. V roce 1706 byl udělen knížecí status, panovník však potřeboval získat území s říšskou bezprostředností, aby mohl hlasovat v říšském sněmu. V roce 1712 Lichtenštejnové odkoupili za 290 000 zlatých také sousední hrabství Vaduz.  Císař Karel VI. v roce 1719 formálně sjednotil Vaduz a Schellenberg do jenotného Lichtenštejnského knížectví.

## Poloha
Panství Schellenberg leží severně od hrabství Vaduz a spolu s ním tvoří celé území Lichtenštejnského knížectví. Panství získal v roce 1699 knížecí rod Lichtenštejnů.
Historické území Schellenberského panství přibližně odpovídá tradiční části Lichtenštejnska zvané Unterland a současně volebnímu obvodu Unterland pro volby do zemského parlamentu. Území zahrnovalo dnešní obce Eschen, Gamprin, Mauren, Ruggell a Schellenberg.
Panství bylo pojmenováno podle zámků Alt- a Neu-Schellenberg, odkud pocházel šlechtický rod Schellenbergů.